# Nucleic Acids Research
Nucleic Acids Research — це рецензований науковий журнал із відкритим доступом, який видається з 1974 року видавництвом Oxford University Press. Журнал охоплює дослідження нуклеїнових кислот, таких як ДНК і РНК, і пов’язані з ними наукові дослідження.

## Про журнал
Nucleic Acids Research (NAR) публікує результати передових досліджень фізичних, хімічних, біохімічних, біофізичних і біологічних аспектів нуклеїнових кислот і білків, які беруть участь у метаболізмі та/або взаємодії нуклеїнових кислот. Журнал дає змогу швидко публікувати документи за такими категоріями:
- Хімія та синтетична біологія;
- Обчислювальна біологія;
- Генна регуляція, хроматин та епігенетика;
- Цілісність геному, відновлення та реплікація;
- Геноміка та епігеноміка;
- Молекулярна біологія;
- Ферменти нуклеїнових кислот;
- РНК і структурна біологія.

Розділ «Опитування та підсумки» містить формат для коротких оглядів. Перший випуск кожного року присвячений біологічним базам даних, а випуск у липні присвячений статтям, що описують веб-ресурси програмного забезпечення, які є цінними для біологічної спільноти.
NAR Methods Online надає форум для онлайн-публікації методичних документів.

## Реферування та індексування
За даними Journal Citation Reports, імпакт-фактор журналу в 2021 році становить 19,160. Журнал публікує два щорічні спеціальні випуски, перший номер кожного року присвячений біологічним базам даних, які публікуються в січні з 1993 року, а інший присвячений статтям, що описують веб-ресурси програмного забезпечення, які є цінними для біологічної спільноти (веб-сервери), видається в липні з 2003 року.
Журнал індексується в десятках сервісів для індексування.